# Stiftung Albisbrunn

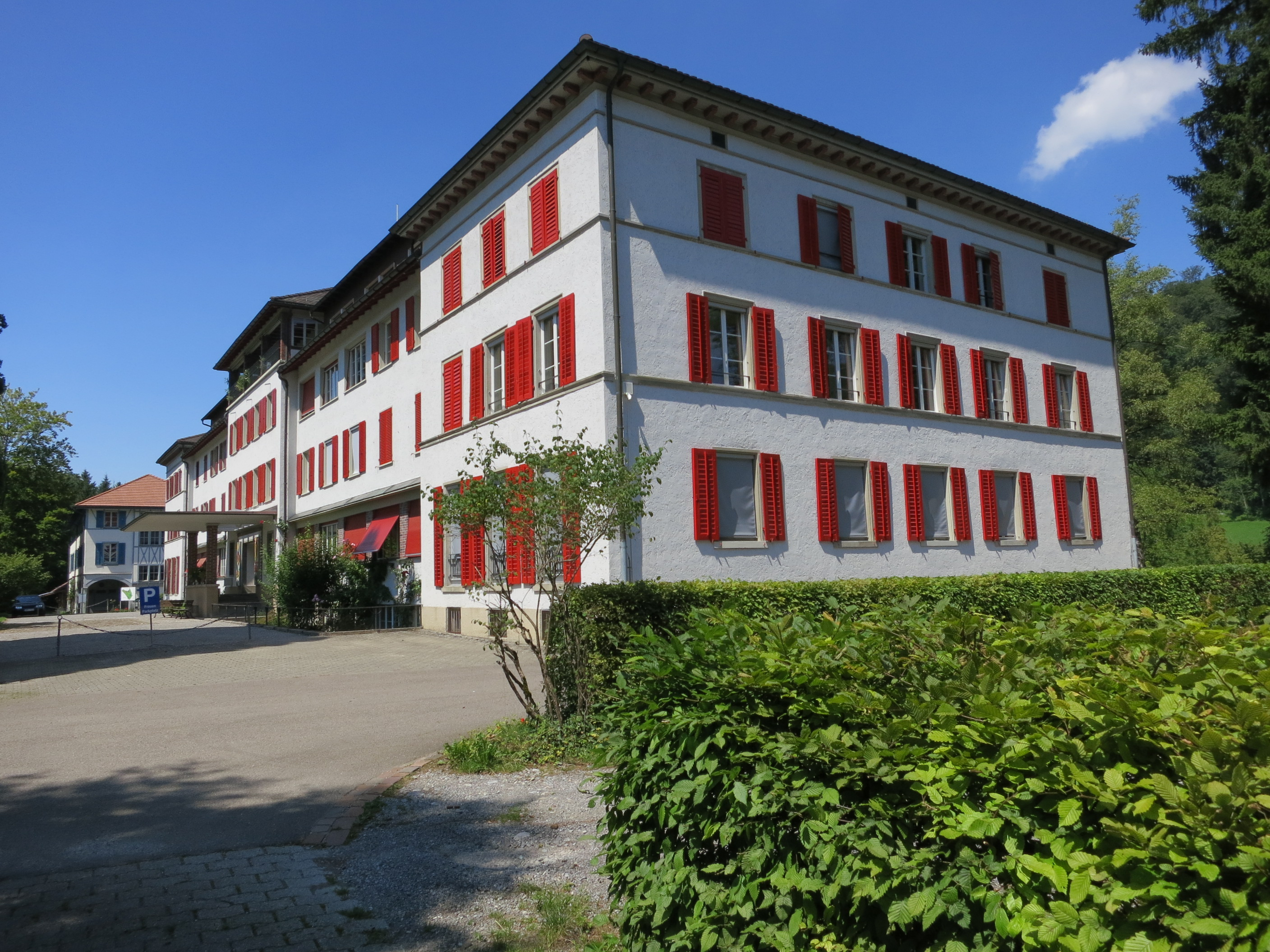
Landerziehungsheim Albisbrunn

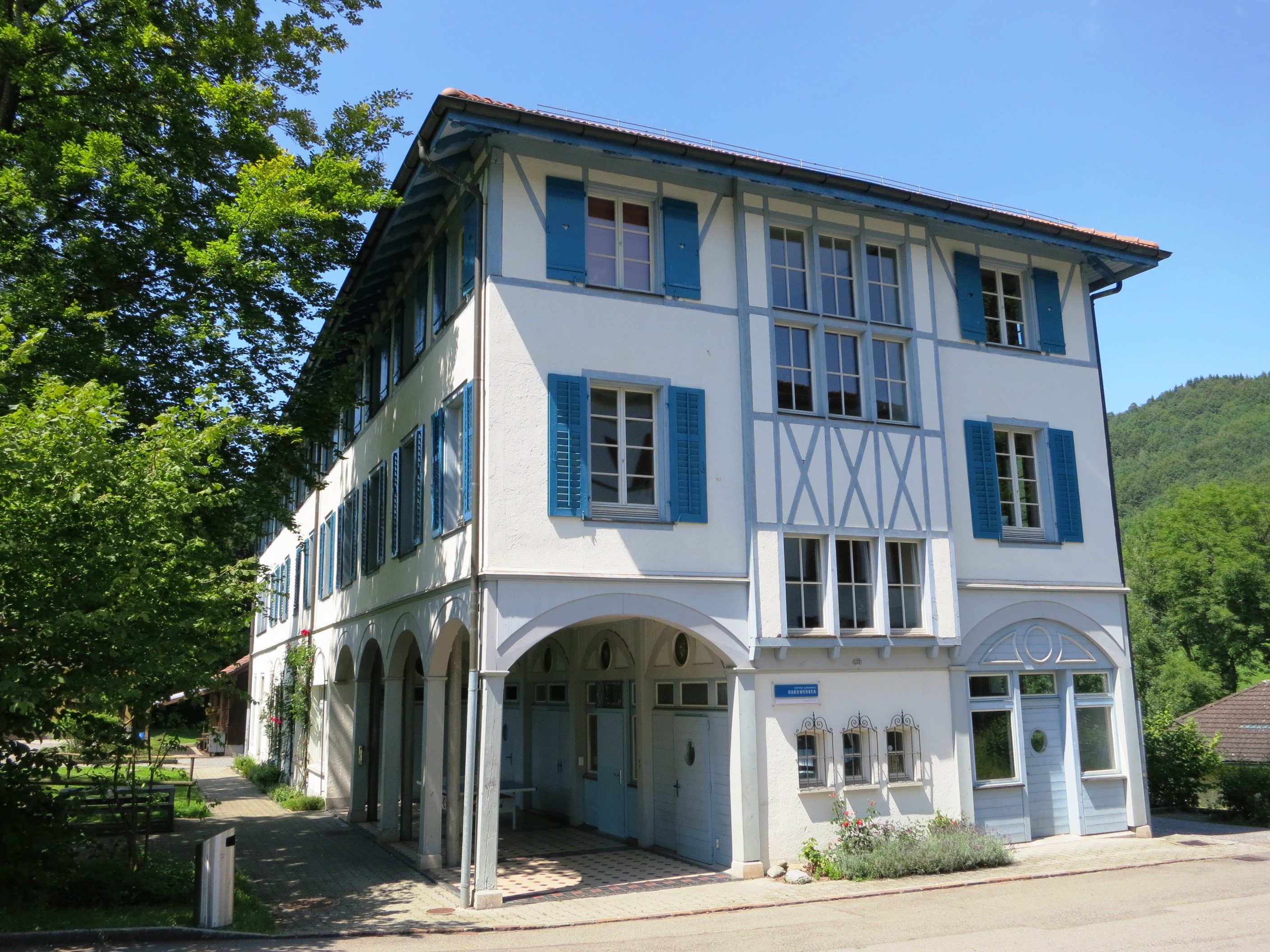
Dependance

Die Stiftung Albisbrunn in Hausen am Albis, Kanton Zürich, Schweiz ist ein Jugendheim für Jugendliche mit auffälligem Verhalten. Die Stiftung besteht aus Gruppenhäusern, die den Jugendlichen Wohnraum bieten, einer heiminternen Schule, diversen Handwerksbetrieben, einem Schwimmbad und vielen Beschäftigungsmöglichkeiten.

## Geschichte
Die Stiftung Albisbrunn wurde 1924 von Alfred Reinhart (1873–1935) gegründet und soll gemäß Stiftungsurkunde «Kindern, Jugendlichen und jüngeren Erwachsenen […], deren seelische Entwicklung und Erziehung durch individuelle und soziale Faktoren erschwert ist, die nach dem jeweiligen Stande der Wissenschaft und pädagogischen Praxis mögliche Hilfe angedeihen lassen». Von der Familie Alfred Reinhart wurde das ehemalige Kurhaus der Kaltwasser-Heilanstalt Albisbrunn samt 34 Hektar Parkanlage in Hausen am Albis gestiftet. Im Herbst 1851 hatte dort Richard Wagner zwei Monate verbracht, wo er Heilung von seinen Leiden (Gesichtsrose, Nesselfieber, chronische Darmverstimmungen) erhoffte und wo seine Konzeption zum Ring des Nibelungen entstand. Das Kurhaus wurde komplett saniert und umgebaut. Weitere Umbaumassnahmen führten im Lauf der Zeit zur jetzt bestehenden vielfältigen Infrastruktur für Wohn-, Schul- und Ausbildungszwecke.
Die Geschichte des Landerziehungsheims Albisbrunn im Zeitraum von 1924 bis 1990 wurde im Rahmen des Nationalfondsprojekts NFP-76 zum Thema "Fürsorge und Zwang" von einem Forschungsteam der Universität Zürich untersucht.

## Landerziehungsheim Albisbrunn
Das "Landerziehungsheim Albisbrunn" ist ein Erziehungsheim für männliche Jugendliche. Albisbrunn prägte die Schweizer Heimgeschichte. Im Verlaufe der Zeit änderten sich die Schwerpunkte, die Altersgruppen, die Belegungszahlen, die Ausbildungsberufe, die Führungsstile und natürlich die pädagogischen Grundlagen.
Albisbrunn war geprägt von der Erziehungspsychologie von Heinrich Hanselmann. Er leitete das Haus 1924–1929. Gleichzeitig gründete er das Heilpädagogische Seminar in Zürich, eine Lehrerbildungsstätte. 1931 wurde er der erste Professor für Heilpädagogik in Zürich.
Weitere Heimleiter waren: 1930–1953 Max Zeltner, 1953–1956 Anny Zeltner, 1956–1961 Dr. Kurt Meyer.
1931 wurde eine Beobachtungsstation eröffnet. Die Leitung übernahm der Heilpädagoge Paul Moor, später Prof. für Heilpädagogik in Zürich. Von ihm stammt auch das Standardwerk "Heilpädagogik", das die Arbeit in Albisbrunn nachhaltig prägte:

„Wir müssen das Kind verstehen, bevor wir es erziehen... Wo immer ein Kind versagt, haben wir nicht nur zu fragen: Was tut man dagegen? Pädagogisch wichtiger ist die Frage: Was tut man dafür? Nämlich für das, was werden sollte und werden könnte... Wir haben nie nur das entwicklungsgehemmte Kind als solches zu erziehen, sondern immer auch seine Umgebung... Alle die keinen inneren Halt besitzen, brauchen Menschen, die ihrerseits einen inneren Halt besitzen, als äußeren Halt. Dieser kann aus Strukturen, Lebensfreude, Hilfe bei der Lebensgestaltung und Alltagsbewältigung bestehen.
Nicht gegen den Fehler, sondern für das Fehlende […] und es dürfte einer der wichtigsten Grundsätze der Heilpädagogik sein und bleiben, eben nicht nur die Symptome zu bekämpfen und rasch zu beseitigen (so wie der Arzt bei Masern nicht die roten Flecken direkt angeht), sondern das Kind zu heilen, indem man alles tut, dass es ihm wieder besser geht.
Nicht nur das Kind, auch seine Umgebung ist zu erziehen.“

Moor übernahm 1949 von Heinrich Hanselmann das Heilpädagogische Seminar und 1951 den Lehrstuhl für Heilpädagogik.
1961–1989 war Hans Häberli Heimleiter von Albisbrunn. Da die Jugendlichen vor der Einweisung im Durchschnitt bereits fünf Unterbringungen ausserhalb ihrer Familie hinter sich hatten, war es ein Ziel, jetzt ein möglichst konstantes Beziehungsnetz zu bieten. Das wurde erreicht durch eine ungewöhnlich hohe Beschäftigungsdauer der etwa 90 Mitarbeiter, die direkt in Albisbrunn oder in umliegenden Gemeinden wohnen konnten. In den 1970er Jahren wurde das Gruppenkonzept eingeführt. Die Jugendlichen sollten in kleinen Wohngruppen von einem Erzieherpaar betreut werden. Dazu wurden mehrere Gruppenhäuser gebaut.
1989 übernahm Heinz Bolliger die Heimleitung, nachdem er zuvor bereits 26 Jahre im Haus tätig war, zuletzt als Erziehungsleiter und Stellvertreter des Heimleiters. Von 1978 bis 1986 war er Gemeindepräsident von Hausen am Albis. Er leitete Albisbrunn bis 1998. Von 1998 bis 2006 war Bastian Nussbaumer Heimleiter, von 2006 bis 2018 Ruedi Jans, seit 2018 leitet Philipp Eder das Albisbrunn.

## Albisbrunn Spielwaren
Holzspielwaren aus Albisbrunn gehören seit Generationen in vielen Kindergärten und Familien der Schweiz zum Alltag. Sie wurden hochwertig in Handarbeit produziert und mit unschädlichen Farben und Lasuren bemalt. Die Spielwarenfertigung in der Schreinerei war Teil der Ausbildung und Beschäftigung der Jugendlichen, die damit auch ihr Taschengeld erarbeiten konnten. Sie wurde Ende 2023 eingestellt.

## Berufsausbildung und Produktionsbetriebe
Anfangs boten Küche und Landwirtschaft Beschäftigungs- und Ausbildungsmöglichkeiten. Die Schreinerer wurde berühmt durch die Albisbrunner Holzspielwaren. Die Stiftung verfügt über eigene, inzwischen ISO-zertifizierte Produktionsbetriebe (ISO 9001:2008), in denen Lehrlinge ausgebildet werden: Baubetrieb, Malerbetrieb, Maschinenbau, Metallbaubetrieb, Schreinerei, Druck & Werbetechnik. Die professionell geführten Betriebe bieten, von der Beratung bis zur Produktion, respektive Realisierung vollumfängliche Dienstleistungen an und eine grosse Auswahl an Qualitätsprodukten.
1945 wurde der Eigenverlag Albisbrunn gegründet, der pädagogische Lehrschriften herausgab. 
Der angeschlossenen Landwirtschaftsbetrieb wurde im Jahr 2000 aufgelöst und das dazugehörende Land an die Bauern in der unmittelbaren Umgebung verpachtet.